# Championnat de Curaçao de football 2013
Navigation
Saison précédente Saison suivante
La saison 2013 du Championnat de Curaçao de football est la troisième édition de la Sekshon Pagá, le championnat de première division à Curaçao. Les dix meilleures équipes de l'île sont regroupées au sein d’une poule unique où elles s’affrontent au cours de plusieurs phases, avec des qualifications successives, jusqu'à la finale nationale. En fin de saison, le dernier du classement doit disputer un barrage de promotion-relégation face au champion de deuxième division.
C'est le tenant du titre, le RKSV Centro Dominguito, qui est à nouveau sacré cette saison après avoir battu le CSD Barber en finale. Il s’agit du troisième titre de champion de Curaçao de l’histoire du club.

## Les clubs participants
- SV Hubentut Fortuna
- UD Banda Abou
- CSD Barber
- RKSV Centro Dominguito
- CRKSV Jong Holland
- VESTA Willemstad
- CRKSV Jong Colombia - Promu de D2
- RKVFC Sithoc
- SV Victory Boys
- Sport Unie Brion-Trappers

## Compétition
Le barème utilisé pour établir le classement est le suivant :
- Victoire : 3 points
- Match nul : 1 point
- Défaite : 0 point

### Saison régulière
| Rang | Équipe                    | Pts | J  | G  | N | P  | Bp | Bc | Diff |
| ---- | ------------------------- | --- | -- | -- | - | -- | -- | -- | ---- |
| 1    | RKSV Centro DominguitoT   | 45  | 18 | 14 | 3 | 1  | 46 | 12 | +34  |
| 2    | CRKSV Jong Holland        | 33  | 18 | 9  | 6 | 3  | 27 | 11 | +16  |
| 3    | CSD Barber                | 32  | 18 | 9  | 5 | 4  | 35 | 22 | +13  |
| 4    | UD Banda Abou             | 26  | 18 | 7  | 5 | 6  | 27 | 26 | +1   |
| 5    | SV Victory Boys           | 23  | 18 | 6  | 5 | 7  | 18 | 22 | -4   |
| 6    | CRKSV Jong ColombiaP      | 22  | 18 | 5  | 7 | 6  | 27 | 31 | -4   |
| 7    | Sport Unie Brion-Trappers | 20  | 18 | 4  | 8 | 6  | 15 | 17 | -2   |
| 8    | SV Hubentut Fortuna       | 17  | 18 | 4  | 5 | 9  | 15 | 36 | -21  |
| 9    | RKVFC Sithoc              | 14  | 18 | 3  | 5 | 10 | 12 | 31 | -19  |
| 10   | VESTA Willemstad          | 11  | 18 | 2  | 5 | 11 | 19 | 33 | -14  |

|  | Qualification pour le Kaya 6                     |
|  | Participation au barrage de promotion-relégation |
|  | T : Tenant du titre P : Promu de D2              |

### Kaya 6
| Rang | Équipe                  | Pts | J | G | N | P | Bp | Bc | Diff |  | Résultats (▼ dom., ► ext.) | Dom | Vic | Hol | Bar | Und | Col |
| ---- | ----------------------- | --- | - | - | - | - | -- | -- | ---- |  | -------------------------- | --- | --- | --- | --- | --- | --- |
| 1    | RKSV Centro DominguitoT | 12  | 5 | 4 | 0 | 1 | 17 | 6  | +11  |  | RKSV Centro DominguitoT    |     | 4-2 | 0-1 | 3-2 | 6-1 | 4-0 |
| 2    | SV Victory Boys         | 8   | 5 | 2 | 2 | 1 | 8  | 7  | +1   |  | SV Victory Boys            |     |     | 1-1 | 0-0 | 3-2 | 2-0 |
| 3    | CRKSV Jong Holland      | 8   | 5 | 2 | 2 | 1 | 3  | 2  | +1   |  | CRKSV Jong Holland         |     |     |     | 0-0 | 1-0 | 0-1 |
| 4    | CSD Barber              | 6   | 5 | 1 | 3 | 1 | 7  | 5  | +2   |  | CSD Barber                 |     |     |     |     | 2-2 | 3-0 |
| 5    | UD Banda Abou           | 4   | 5 | 1 | 1 | 3 | 7  | 13 | -6   |  | UD Banda Abou              |     |     |     |     |     | 2-1 |
| 6    | CRKSV Jong ColombiaP    | 3   | 5 | 1 | 0 | 4 | 2  | 11 | -9   |  | CRKSV Jong ColombiaP       |     |     |     |     |     |     |

|  | Qualification pour le Kaya 4        |
|  | T : Tenant du titre P : Promu de D2 |

### Kaya 4
| Rang | Équipe                  | Pts | J | G | N | P | Bp | Bc | Diff |  | Résultats (▼ dom., ► ext.) | Dom | Bar | Hol | Vic |
| ---- | ----------------------- | --- | - | - | - | - | -- | -- | ---- |  | -------------------------- | --- | --- | --- | --- |
| 1    | RKSV Centro DominguitoT | 7   | 3 | 2 | 1 | 0 | 7  | 3  | +4   |  | RKSV Centro DominguitoT    |     | 3-0 | 2-2 | 2-1 |
| 2    | CSD Barber              | 4   | 3 | 1 | 1 | 1 | 5  | 4  | +1   |  | CSD Barber                 |     |     | 4-0 | 1-1 |
| 3    | CRKSV Jong Holland      | 4   | 3 | 1 | 1 | 1 | 6  | 8  | -2   |  | CRKSV Jong Holland         |     |     |     | 4-2 |
| 4    | SV Victory Boys         | 1   | 3 | 0 | 1 | 2 | 4  | 7  | -3   |  | SV Victory Boys            |     |     |     |     |

|  | Qualification pour la finale nationale |
|  | T : Tenant du titre                    |

### Finale nationale
| 27 octobre 2013 | RKSV Centro Dominguito                      | 2 - 1 | CSD Barber       |  |  |
|                 | Ivanny Calvenhoven 39e · Luidjino Hoyer 49e |       | 42e Norman Hoyer |  |  |

- Le RKSV Centro Dominguito obtient son billet pour la CFU Club Championship 2014.

### Barrage de promotion-relégation
Le 10e de Sekshon Pagá, le VESTA Willemstad affronte le champion de deuxième division, le CH Mahuma en barrage pour attribuer la dernière place en première division la saison prochaine.
| Équipe 1         | Résultat | Équipe 2       | Aller | Retour |
| ---------------- | -------- | -------------- | ----- | ------ |
| VESTA Willemstad | 3 - 1    | CH Mahuma (D2) | 2 - 1 | 1 - 1  |

- Les deux formations se maintiennent au sein de leur championnat respectif.

## Bilan de la saison
| Championnat de Curaçao de football 2013 |                                   |
| Champion                                | RKSV Centro Dominguito (3e titre) |
| Qualifications continentales            |                                   |
| CFU Club Championship 2014              | RKSV Centro Dominguito            |
| Promotions et relégations               |                                   |
| Promus en Sekshon Pagá                  | Aucun                             |
| Relégués en Sekshon Amatùr              | Aucun                             |